# Vientianea peterjaegeri
Genre
Espèce
Vientianea peterjaegeri, unique représentant du genre Vientianea, est une espèce d'araignées aranéomorphes de la famille des Oonopidae.

## Distribution
Cette espèce est endémique de la province de Vientiane au Laos,.

## Description
Le mâle holotype mesure 2,43 mm et la femelle paratype 2,49 mm.

## Étymologie
Cette espèce est nommée en l'honneur de Peter Jäger.

## Publication originale
- Tong & Li, 2013 : A new genus and species of oonopid spiders from Laos (Araneae, Oonopidae). Acta Zootaxonomica Sinica, vol. 38, no 4, p. 784-789.